# Tessa James
Tessa James née le 17 avril 1991 à Melbourne, est une actrice télévision australienne. Elle débute en 2006 à Les Voisins.
James a épousé le footballeur professionnel de la ligue de rugby Nate Myles le 23 décembre 2011.

## Filmographie sélective

### Cinéma
- 2006 : Anne Baxter dans Les Voisins
- 2008-2011 : Nicole Franklin dans Summer Bay
- 2008 : Gail dans Love Child